# سوئد در المپیک تابستانی ۱۹۰۸

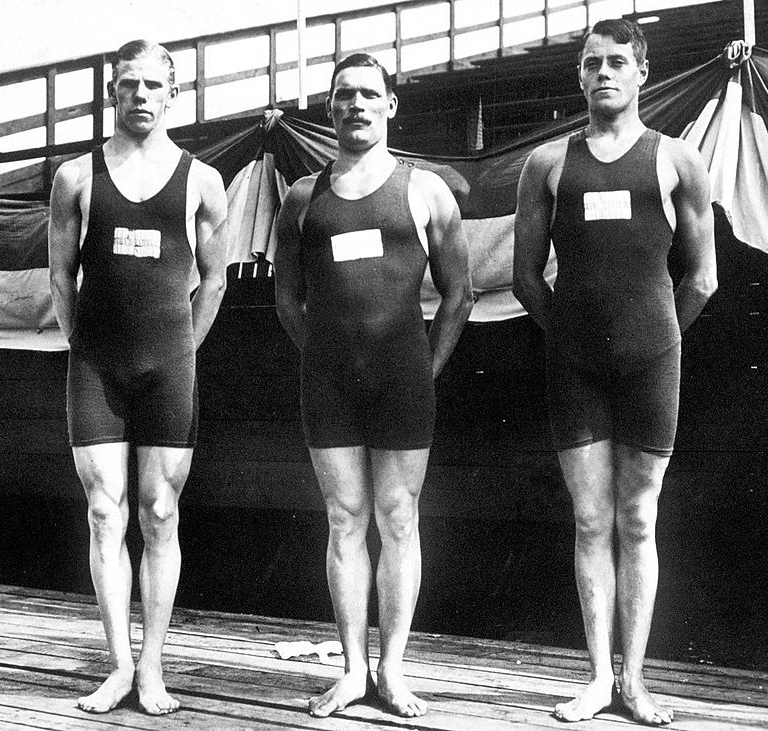
عکس شناگران سوئدی حاضر در المپیک تابستانی ۱۹۰۸

سوئد در بازی‌های المپیک تابستانی ۱۹۰۸ که در شهر لندن بریتانیای کبیر برگزار شد، کاروان سوئد با ۱۶۸ ورزشکار در این رقابت‌ها شرکت کرد و موفق به کسب ۲۵ مدال (۸ طلا، ۶ نقره، ۱۱ برنز) شد. در جدول رتبه‌بندی توزیع مدال‌ها، سوئد در ردهٔ ۳ مسابقات قرار گرفت.